# Message in a Bottle (film)
Message in a Bottle is een film uit 1999, geregisseerd door Luis Mandoki. De film is gebaseerd op het gelijknamige boek rond het thema flessenpost. De film kwam in Amerika uit op 12 februari 1999 en in Nederland op 15 april 1999.

## Verhaal
Theresa Osborne is een alleenstaande, gescheiden moeder en werkt als onderzoeker bij de Chicago Tribune. Wanneer ze op het strand tijdens het hardlopen een fles vindt met een brief erin, vertelt ze haar collega's op de redactie van haar vondst. Haar hoofdredacteur ziet er een mooi verhaal in en publiceert de brief, tegen haar zin, in een column hetgeen leidt tot een storm van reacties van de lezers.
Wanneer Osborne nog twee brieven van dezelfde schrijver in handen krijgt, die door lezers van de krant ook in flessen op het strand gevonden zijn, is ze vastberaden om de herkomst van deze brieven te onderzoeken.
Na lang zoeken en veel tips ontvangen te hebben komt Osborne uit bij de weduwnaar Garret Blake die in een rustig dorp woont in North Carolina. Blake, de weduwnaar van Catherine Land Blake, bleef na de dood van zijn vrouw brieven aan haar schrijven. Blake ziet in zijn overleden vrouw de liefde van zijn leven en heeft zich totaal in zichzelf opgesloten. Osborne vertelt Blake niet over de vondst van zijn brieven, en de twee worden verliefd op elkaar. De opbloeiende relatie gaat moeizaam omdat Blake nog erg van zijn ex-vrouw houdt en het moeilijk vindt een nieuwe liefde in zijn leven toe te laten.
Osborne, die in Chicago woont en werkt, nodigt Blake meerdere keren uit om een paar dagen bij haar te logeren, maar Blake slaat deze uitnodigingen telkens af.
Zijn vader, Dodge wil graag zien dat zijn zoon het leven weer oppakt en probeert hem te stimuleren naar Osborne te gaan. Op zeker moment neemt hij de uitnodiging aan en besluit het vliegtuig te nemen naar Chicago. Alles gaat goed, de zoon van Osborne, Jason kan goed met Blake overweg. De liefde en het vertrouwen groeien en niets schijnt een gelukkige toekomst in de weg te staan.
Tot Blake in het appartement van Osborne de fles vindt die hij in de zee had gegooid en de twee brieven die hijzelf heeft geschreven. Maar ook nog een derde brief, waarvan Osborne aangenomen had dat deze ook door Blake geschreven is. Blake heeft deze brief echter nog nooit gezien en het blijkt een brief te zijn die door zijn vrouw geschreven is vlak voor haar dood. Blake voelt zich misleid door Osborne, is woedend en neemt direct het eerstvolgende vliegtuig terug naar North Carolina. Na aankomst keert hij weer helemaal in zichzelf en stort zich volledig op het bouwen van een zeiljacht waar hij al een aantal jaren niets meer aan gedaan had.
Hij kan echter Osborne niet vergeten en stuurt haar foto's van het inmiddels afgebouwde zeiljacht met een uitnodiging voor de tewaterlating. Hij heeft haar vergeven omdat hij zonder haar nooit de laatste woorden van zijn vrouw gelezen zou hebben. Osborne gaat naar de tewaterlating van het jacht maar de twee worden het niet helemaal eens omdat Osborne niet overtuigd is dat Blake zijn overleden vrouw los kan laten. Zij keert terug naar Chicago en Blake laat haar, tegen zijn gevoel in, toch gaan.
Blakes vader, Dodge, geeft zijn zoon het advies: "Jij kiest - het verleden of de toekomst. Kies en blijf bij je keuze" Blake volgt dit advies op en besluit met zijn nieuwe zeilschip de zee op te gaan om een laatste brief aan zijn overleden vrouw, in een fles, aan de zee toe te vertrouwen. Onderweg en in zeer slecht weer komt Blake een zinkend zeilschip tegen met een familie erop die om hulp roept. Blake redt de zoon en zijn vader, maar de moeder kan door het zeil het schip niet bereiken. Blake bedenkt zich geen moment en probeert onder het zeil door te zwemmen. Dit wordt hem echter fataal en hij verdrinkt. Dodge vindt aan boord van Blakes zeiljacht de laatste brief. Wanneer Osborne aankomt in het huis van Blake leest zij in deze laatste brief dat hij uiteindelijk zijn overleden vrouw los gelaten heeft en van plan is een nieuw leven met haar en haar zoon op te bouwen.

## Rolverdeling

### Hoofdpersonages
| Acteur            | Personage       |
| ----------------- | --------------- |
| Robin Wright Penn | Theresa Osborne |
| Kevin Costner     | Garrett Blake   |
| Paul Newman       | Dodge Blake     |
| Jesse James       | Jason Osborne   |

### Bijrollen
| Acteur           | Personage            |
| ---------------- | -------------------- |
| Bethel Leslie    | Marta Land           |
| Robbie Coltrane  | Charlie Toschi       |
| John Savage      | Johnny Land          |
| Illeana Douglas  | Lina Paul            |
| Tom Aldredge     | Hank Land            |
| Viveka Davis     | Alva                 |
| Raphael Sbarge   | Andy                 |
| Richard Hamilton | Chet                 |
| Steven Eckholdt  | David Osborne        |
| Susan Brightbill | Catherine Land Blake |

## Prijzen
Message in a Bottle werd vijf keer genomineerd voor een prijs, maar heeft nooit een prijs in ontvangst mogen nemen.
- Blockbuster Entertainment Award
  - Award voor favoriete acteur in een drama/romantische film (2000) - Kevin Costner
  - Award voor favoriete actrice in een drama/romantische film (2000) - Robin Wright Penn
  - Award voor favoriete mannelijke bijrol in een drama/romantische film (2000) - Paul Newman
  - Award voor favoriete vrouwelijke bijrol in een drama/romantische film (2000) - Illeana Douglas

- Golden Raspberry Award (Razzie Award)
  - Award voor slechtste acteur (2000) - Kevin Costner

## Boek
Het boek met de gelijknamige titel werd in 1998 geschreven door Nicholas Sparks. Van het boek zijn 630.000 exemplaren verkocht.